# Español leonés
El español leonés (o español de León) es la variedad lingüística hablada y propia de la Región Leonesa en España. Es uno de los dialectos que conforman el idioma español.

## Área geográfica
El dialecto leonés del español es hablado en la mayor parte de las provincias de Salamanca, Zamora y León (o Región Leonesa, España), diversas zonas de Palencia y Valladolid, y en las comarcas de Sierra de Gata y Las Hurdes, en Cáceres. No se debe confundir con la lengua leonesa, hablada en el occidente de Zamora y León, ni con el dialecto extremeño de esta lengua, hablado en el sur de Salamanca.

## Origen
El español leonés procede de la evolución del castellano llevado a la Región Leonesa por hablantes del castellano nativos de otras regiones, influido por la lengua leonesa autóctona que se habla en León, Zamora y Salamanca y hablada antiguamente en algunas partes de Palencia y Valladolid. El romance leonés de estas zonas fue influido por el español, al tiempo que algunas de sus formas dialectales se fueron abandonando en favor de formas puramente castellanas. A este proceso se le ha denominado castellanización del leonés. El desplazamiento del romance leonés de estas zonas en favor del romance castellano fue tal que, siglos más tarde, algunas de las formas propias del leonés habían quedado relegadas a las áreas más rurales.
El dialecto ha conservado mejor sus rasgos propios frente al español general en el ámbito rural leonés.

## Características lingüísticas principales

### Clasificación
El español leonés forma parte de las variedades septentrionales del español de España. Aunque la zona sur de la provincia de Salamanca pertenece al castellano meridional como más adelante quedará patente.

### Fonética
- Aspiración fuerte en la jota castellana y aspiración débil de la s.

- Cierre de vocales átonas: E>I O>U: La dispensa, almuhada, intierro.

- Reducción de los grupos consonánticos cultos de ciertas palabras castellanas: Aránido, ojetivo, linia, istituto...

- Imposible pronunciación de la x castellana: Esiste, esterior, esamen...
- Aparición de yod epéntica: Matancia, andancio...

### Morfosintaxis
- Uso de artículo ante pronombre posesivo: Los sus, la tu, los nuestros...
- Sufijos diminutivos en: -ín, -ino, -ina, además de -ico e -ico en algunas zonas de Zamora, influenciados estos dos últimos por rasgos leoneses arcaicos y estando presentes habitualmente en el mirandés.
- Los nombres de árbol conservan de la lengua leonesa la terminación al: la nogal, la cerezal...
- Uso del vocativo chacho, chacha apócope de muchacho y muchacha.
- Omisión o elisión de la vocal final de determinadas partículas (preposiciones, artículos, conjunciones) cuando la palabra siguiente empieza por vocal: s'ha caído, t'has dado...
- Presencia de arcaísmos leoneses en preposiciones: Pos, entanto, ceo, esmientras...
- Pérdida de la [r] del infinitivo junto a pronombre enclítico: decime, contame, dame (decirme, contarme y darme en español estándar)
- Restos verbales de la lengua leonesa: Yo dije, vosotros dijistis, tu dijisti, ellos dijon...
- Utilización de la preposición pa en sentido de dirección: Voy pa en cá el Juan.
- Utilización de artículo ante nombre propio: La Paca, el Jose.
- Permanencia del grupo latino -mb-: Lamber, lombo, camba...

### Léxico
Quizás aquí es donde más patente quede la distancia entre el castellano estándar y el español leonés. El léxico varia según la provincia. También puede darse el caso de coincidir el léxico con el de otras provincias no leonesas, como Asturias, Extremadura y Miranda de Duero, comunidades tradicionalmente leonéshablantes.
- Campo semántico de las plantas: zreizal (cerezo en español estándar), pomal (manzano), gallaroto (gállaras)...
- Campo semántico de las frutas y verduras: alcahueta (melocotón), poma (manzana), calbote (castaña), zarangüénganos (grosellas)...
- Campo semántico de los animales: santorrostro (lagartija), pitolejón (mirlo), gorrupendulo (oropendola), gochu, puerco (cerdo), espertejo (murciélago), rato (rata), gafura (víbora), tabarro (abejorro), pardal (gorrión), viquina (cernícalo), chicharra (cigarra), raposo (zorro), mostalilla (comadreja), coruja (lechuza)...
- Campo semántico de la geografía: furaco (agujero), hondón (fondo del río)...
- Campo semántico de la casa: lar (cocina), sobrao (desván), terrao (terraza)...
- Campo semántico de las actividades y utensilios domésticos: Achiperres/telares (trastos), forqueta (tenedor), barrila (botijo)...
- Campo semántico de las partes del cuerpo: Cuesta (espalda), párpago (párpado), dea (dedo del pie), napias (nariz)...
- Campo semántico de la comunicación: Palra (habla), alderique (debate), entrugón (preguntón), berrar (gritar), marmullo (murmullo), bocarón (que insulta), charrar (charlar)...
- Campo semántico del campo: Facera (tierra del campo), semar (sembrar)...
- Campo semántico verbal: Añusgar (ahogar), zarabatar (tartamudear), escampiar (echar a alguien)...

Entre muchos otros.

## Variedades internas del español leonés
El español leonés, como cualquier variedad lingüística, no es homogénea. Dentro del español leonés, existen diferencias geolectales. Se pueden distinguir en el español leonés tres variedades internas o subdialectos:
- Español leonés norte: Es la variedad hablada en el norte de la provincia de León la cual comparte muchos rasgos con el asturiano. Se habla en comarcas circuncindantes a Asturias y Cantabria como sería La Montaña de Luna y La Montaña de Riaño.
- Español leonés centro-occidental: Es la variedad que más dominio territorial abarca pues abarca desde el centro-oeste leonés las comarcas del El Bierzo, Astorga, La Bañeza, La Cabrera, el Páramo y Tierras de León pasando por comarcas zamoranas como: Sanabria, La Carballeda, Benavente y los Valles, Tierra de Tabára, Tierra de Alba, Aliste, Tierra del Pan, Tierra del Vino y Sayago hasta llegar al noroeste de la provincia de Salamanca: Las Arribes, Tierra de Vitigudino y la Ramajería.
- Español leonés sur: Comparte muchos rasgos con el dialecto extremeño. Se da en el sur de Salamanca en las comarcas de: Campo de Robledo, El Rebollar, Los Agadones, Salvatierra, Sierra de Francia, Sierra de Béjar, La Huebra y Alto Tormes. Además, también está presente en las comarcas de Sierra de Gata y Las Hurdes, en Cáceres.